# Emperador Jing de Han
Emperador Jing de Han   (Taiyuan, 188 aC - Chang'an, 9 de març de 141 aC) va ser un emperador de la Xina durant la Dinastia Han del 156 aC al 141 aC. El seu regnat va veure el limitat i acurtat pel poder dels prínceps feudals que va provocar la Revolta dels Set Estats el 154 aC. L'Emperador Jing va aconseguir aixafar la revolta i a partir de llavors als prínceps se'ls va negar els drets de ser nomenats ministres del seu feu. Aquest moviment consolidà el poder central, cosa que va aplanar el camí per al regnat gloriós i llarg del seu fill l'Emperador Wu de Han.
Liu Rong, el fill gran de l'emperador Jing de Han va ser nomenat príncep hereu de l'imperi i Liu Che, Príncep de Jiaodong el 16 de maig de 153 aC. Liu Che es va casar amb Chen Jiao quan encara era el Príncep de Jiaodong sota el seu pare l'Emperador Jing, i el matrimoni va fer millorar molt la seva posició política, permetent-li més tard convertir-se en el príncep hereu de la corona sobre el seu germà gran Liu Rong, que fou degradat a Príncep de Linjiang el 17 de gener de 150 aC.